# أناستاسيا فاسيليفا
أناستاسيا فاسيليفا (بالأوكرانية: Васильєва Анастасія Юріївна) مواليد 18 يناير 1992 في خاركيف، هي لاعبة كرة مضرب أوكرانية وتحتل حالياً المرتبة رقم. 250 (15 يونيو 2015) في تصنيف رابطة محترفات كرة المضرب. أعلى تصنيف لها في الفردي كان المركز الـ 129 في سنة 2014.

## روابط خارجية
- أناستاسيا فاسيليفا على موقع رابطة محترفات التنس (الإنجليزية)
- أناستاسيا فاسيليفا على موقع الاتحاد الدولي لكرة المضرب (الإنجليزية)
- أناستاسيا فاسيليفا على موقع كأس بيلي جين كينغ (الإنجليزية)
- أناستاسيا فاسيليفا على موقع خلاصة التنس.كوم (الإنجليزية)
- أناستاسيا فاسيليفا على موقع إي إس بي إن.كوم (الإنجليزية)